# José de Sá Bitencourt Câmara
José de Sá Bitencourt Câmara (Camamu, 23 de janeiro de 1797 — Camamu, 28 de outubro de 1861) foi um militar e político brasileiro.
Foi presidente da província de Sergipe, de 15 de julho a 13 de dezembro de 1844.
Foi cavaleiro da Imperial Ordem de Cristo, oficial da Imperial Ordem do Cruzeiro e comendador da Ordem de São Bento de Avis.